# Ordre des Quatre Empereurs

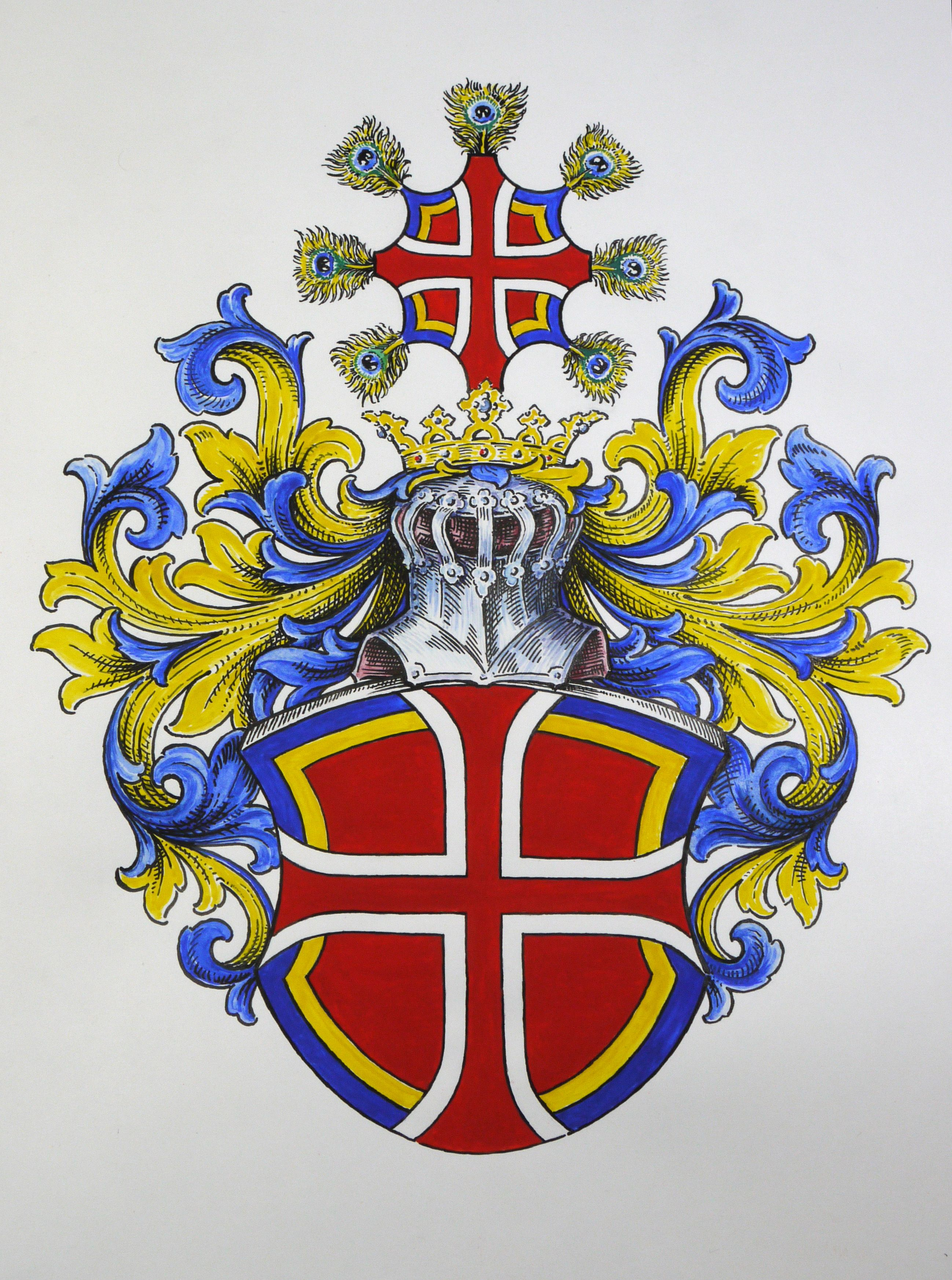
Blason de l’Ancien Ordre de Saint Georges

L’Ancien Ordre de Saint Georges (en allemand : Alter Orden vom St. Georg), aussi nommé l'Ordre des Quatre Empereurs (en allemand : Orden der Vier Römischen Kaiser) ou Ordre d’Ancienne Noblesse (en allemand : Orden vom Alten Adel) est un ordre historique et laïc de chevalerie créé le 6 décembre 1768 par les comtes de Limburg Stirum, monarques souverains des territoires du même nom en Westphalie. Cet ordre honorait quatre empereurs du Saint-Empire romain germanique: Henri VII, Venceslas Ier, Sigismond Ier et Charles IV.
Une prime de 500 florins était reçue avec l'ordre. Les chevaliers et les commandeurs recevaient lors de leur nomination une grande somme d'argent ou un territoire en régime de commende à l'Ordre. Ils pouvaient encore jouir des revenus de ces territoires, mais choisirent de les laisser à l'Ordre.
En 1806, lors de la création du Rheinbund (confédération du Rhin dont Napoléon  Ier était le "Protecteur"), les comtes de Limburg Stirum furent médiatisés et ils perdirent la souveraineté sur leurs comtés. Gustav Adolph Ackermann écrivit pourtant en 1855 que l'ordre avait continué d'exister en silence.
En 1926 l’ordre a été restauré en Allemagne et en Autriche sous le nom de Ligue de St Georges puis à nouveau des Quatre Empereurs ou Ancien Ordre de St Georges. Il a été interdit par les nazis à partir de 1933 en Allemagne et de 1938 en Autriche. Son action se limite actuellement à défendre la chrétienté, il n’a plus de revendication monarchiste avouée.
L'ordre comptait trois grades : grand-croix, commandeur et chevalier. La croix à huit pointes était couverte d'émail blanc et dans le médaillon bleu clair se trouvait une représentation de Saint Georges sur son cheval, terrassant un dragon doré. Sur les bras de la croix figuraient les lettres "H-S-W-C", en l'honneur des quatre empereurs. Le ruban était gris-bleu avec des bords jaunes.

## Histoire

### Histoire ancienne
L’histoire de l’Ordre remonte à deux Ordres de Chevalerie de la Maison de Luxembourg aux XIVe et XVe siècles. Le premier fut fondé en 1308 par l’Empereur Henri VII et s’appela Ordre d’Ancienne Noblesse (en allemand : Orden vom Alten Adel), le second fondé par l’Empereur Sigismond Ier en 1408 reçut l’appellation de l’Ordre du Dragon (en allemand : Drachenorden). Les deux fondateurs voulaient explicitement renforcer le christianisme et les vertus de la chevalerie.
Après la défaite de la bataille de Nikopol en 1396, Sigismond Ier mit la "Communauté du Dragon" sous la protection de Saint Georges (et de Sainte Marguerite d'Antioche), ce qui explique le nom de l’Ordre utilisé jusqu’à aujourd’hui.
À la suite de l’extinction de la Maison de Luxembourg au milieu du XVe siècle, l’Ordre reste attaché aux empereurs de la Maison de Habsbourg et à partir du XIXe siècle, l’Ordre cultive une sincère fidélité à la Maison archiducale d’Autriche. Ainsi l’Archiduc Otto de Habsbourg-Lorraine fut de 1972 jusqu’à sa mort en 2011 parrain de l’Ancien Ordre de Saint Georges.
Le 6 décembre 1768, le Comte Philippe Ferdinand de Limburg-Stirum refonde l’Ordre comme Ordre Laïc de Chevalerie. La finalité de l’Ordre est d’honorer le souvenir des quatre  empereurs du Saint-Empire romain germanique: Henri VII (règne de 1308 à 1313), Charles IV (règne de 1347 à 1378), Venceslas Ier (règne de 1378 à 1410) et Sigismond Ier (règne de 1410 à 1437), tous les quatre issus de la Maison de Luxembourg.
En 1806 les Comtes de Limburg-Stirum perdent la souveraineté des territoires du même nom en Westphalie lors de la désintégration du Saint-Empire romain germanique et furent médiatisés. L’Ordre perd alors son statut d’Ordre attaché à une maison souveraine et poursuit son action secrètement pour raison de vacance de son grand-maître. L’Ordre s’oriente alors fondamentalement vers l’œcuménisme et ses membres sont issus en premier lieu de l’aristocratie allemande, flamande, wallonne et française. Une première réorganisation en 1789 fixe la division de l’Ordre en une branche de langue allemande et une branche de langue française. Un deuxième remaniement en 1838, sous l’impulsion du Vicomte Joseph de Kerckhove-Varent alors Vice-chancelier, et influencé par la branche de langue allemande (la branche française étant pratiquement éteinte du fait de la Révolution française)  favorise l’acceptation de membres hors l’aristocratie, tout en restant ostensiblement attaché à ses objectifs conservateurs.

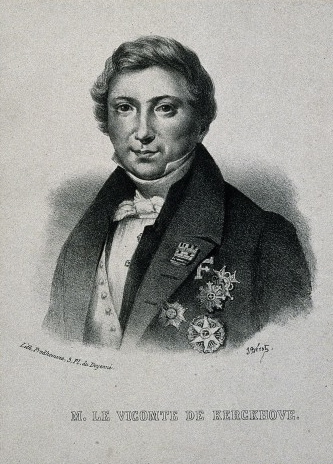
Vicomte Joseph Kerckhove-Varent

### Histoire duXXesiècleà nos jours
La Convention de 1926 à Hanovre réorganise les statuts pour un approfondissement de la vie de l’Ordre. La réalisation en est faite en 1927 sous la direction du Comte Bernhard zu Stolberg-Stolberg. L’Ordre reçoit le nom d’Ancien Ordre de Chevalerie de Saint Georges, dit Ordre des Quatre Empereurs (en Allemand: Alter Ritterorden vom Sankt Georg genannt Orden der Vier Römischen Kaiser) avec les baillies de Wendland (le long de l'Elbe), Basse-Saxe, Rhénanie-Westphalie, Allemagne du sud et Autriche-Hongrie. Expression visible du renouveau de l’Ordre dans l’esprit de ses fondateurs et protecteurs fut la représentation de Saint Georges sur son cheval, terrassant un dragon, apposée au milieu de la Croix à huit pointes, insigne de l’Ordre.
En 1935, l'Ordre est transféré à Salzbourg dans la baillie d’Autriche-Hongrie en raison de la situation politique en Allemagne. Il lutte contre le national-socialisme pour une Autriche indépendante et pour la Restauration de la Maison archiducale. Trois ans plus tard, à la suite de l'annexion de l'Autriche par le Troisième Reich, l'Ordre est interdit par les dirigeants nationaux-socialistes pour raisons politiques Comme pratiquement toutes les associations chrétiennes, l’Ordre est dissout, ses biens confisqués et son action interdite (comme en Allemagne dès 1934 après la prise de pouvoir des nationaux-socialistes). C’est au Prince Johannes von und zu Liechtenstein Gouverneur de l’Ordre depuis 1937 qu’incombât cette tâche. Ancien Capitaine de ligne de la Marine Impériale et Royale, le prince fut élu par acclamation à cette distinction lors de la Convention des Chevaliers à Vienne le 19 juin 1937 à la suite de la démission irrévocable de son prédécesseur, le comte Bernhard zu Stolberg-Stolberg.
Bien que dissout, l’Ordre put être rétabli à la fin de la guerre, sa continuité ayant été préservée par la reconnaissance de son Gouverneur, le Prince Johannes von und zu Liechtenstein, par les Chevaliers de l’Ordre survivants. Son siège fut établi à Vienne. En 1951 l’Ordre est inscrit au Registre autrichien des Associations sous le nom de Club Saint Georges (en allemand : St. Georgs-Klub) et dirigé par le prince. Une telle décision était nécessaire du fait de la situation juridique des Ordres Laïcs interdits durant le IIIème Reich.
Les statuts de l’Ordre, modifiés  sous la direction du Gouverneur le Comte Karl von und zu Trauttmansdorff-Weinsberg, furent confirmés officiellement par le Service Administratif des Associations en 1960 Le Club Saint Georges devint officiellement l’Ancien Ordre de Saint Georges (en allemand : der Alte Orden vom St. Georg), nom qu’il a gardé depuis. À la tête de l’Ordre son représentant porte à nouveau le titre de Gouverneur de l’Ordre. L’Ancien Ordre de Saint Georges existe jusqu’à aujourd’hui sous cette forme.
Le Prince Gundakar von und zu Liechtenstein est Gouverneur de l’Ordre depuis 1999. Il est soutenu dans cette tâche par le Comte Peter zu Stolberg-Stolberg, Vice-Chancelier en 2001 et Chancelier de l’Ordre depuis 2004.
En 2007 quelques personnes quittent l’Ancien Ordre de Saint Georges pour fonder le 18 janvier 2008 une association ayant une désignation identique. Celle-ci devint en 2011 l’Ordre de St. Georges – un Ordre Européen de la Maison de Habsbourg-Lorraine (en allemand : St. Georgs-Orden – Ein europäischer Orden des Hauses Habsburg-Lothringen).

## Principes
D’après les statuts, les membres de l’Ordre peuvent venir d’horizons, métiers et dénominations  religieuses divers. Les Chevaliers de l’Ordre luttent à un niveau privé comme à un niveau public contre les sources et les répercussions des huit effets de la misère à savoir contre : la maladie, l’abandon, l’itinérance, la faim, le manque d’amour, la culpabilité, l’indifférence et l’incroyance. L’Ordre attend de ses membres un mode de vie exemplaire et honorable, une stricte rectitude et véritable noblesse d’esprit, tout comme charité et morale chrétiennes. L’Ordre reconnait aussi le droit naturel et la morale comme source intrinsèque de tous les droits. Les principes de l’Ordre se reflètent aussi dans sa devise "Illustrioribus et nobilitati" ("Illustre et Noble").
La vie de Saint Georges, protecteur de la chevalerie, et celle de Saint Thomas More (1478-1535), protecteur des juristes et des hommes politiques chrétiens, sert  symboliquement de modèle aux chevaliers de l’Ancien Ordre de Saint George.

## Vie de l’Ordre
Les Chevaliers sont là les uns pour les autres jusqu’à la fin de leur vie, surtout lorsqu’un frère-chevalier a besoin d’aide et de protection à un tournant difficile de son existence. L’Ordre est aussi compris aujourd’hui comme atelier de pensée pour former l’opinion et organise régulièrement, à côté des activités caritatives, des réunions avec des conférences sur des thèmes socio-politiques. La convention annuelle solennelle fixée aux alentours du 23 avril, jour de la Saint Georges, sert à la prestation de serment de nouveaux chevaliers et à rendre hommage aux membres ayant rendu des services exceptionnels.
Depuis l’an 2000, l’Ordre organise annuellement une assemblée conventuelle de travail avec des intervenants de très haut niveau, sur des thèmes socio-politiques pertinents (ex. en 2012: "Droit naturel vs. Positivisme" (en allemand : Naturrecht vs. Rechtspositivismus); 2013: "Vérité, ou tout est relatif" (en allemand : Wahrheit oder alles ist relativ) et 2014: "De l’État–nation à la supranationalité?" (en allemand : Vom Nationalstaat zur Supranationalität).

## Les derniers Gouverneurs de l’Ordre
Les Gouverneurs de l’Ancien Ordre de Saint Georges depuis sa réorganisation en 1926:

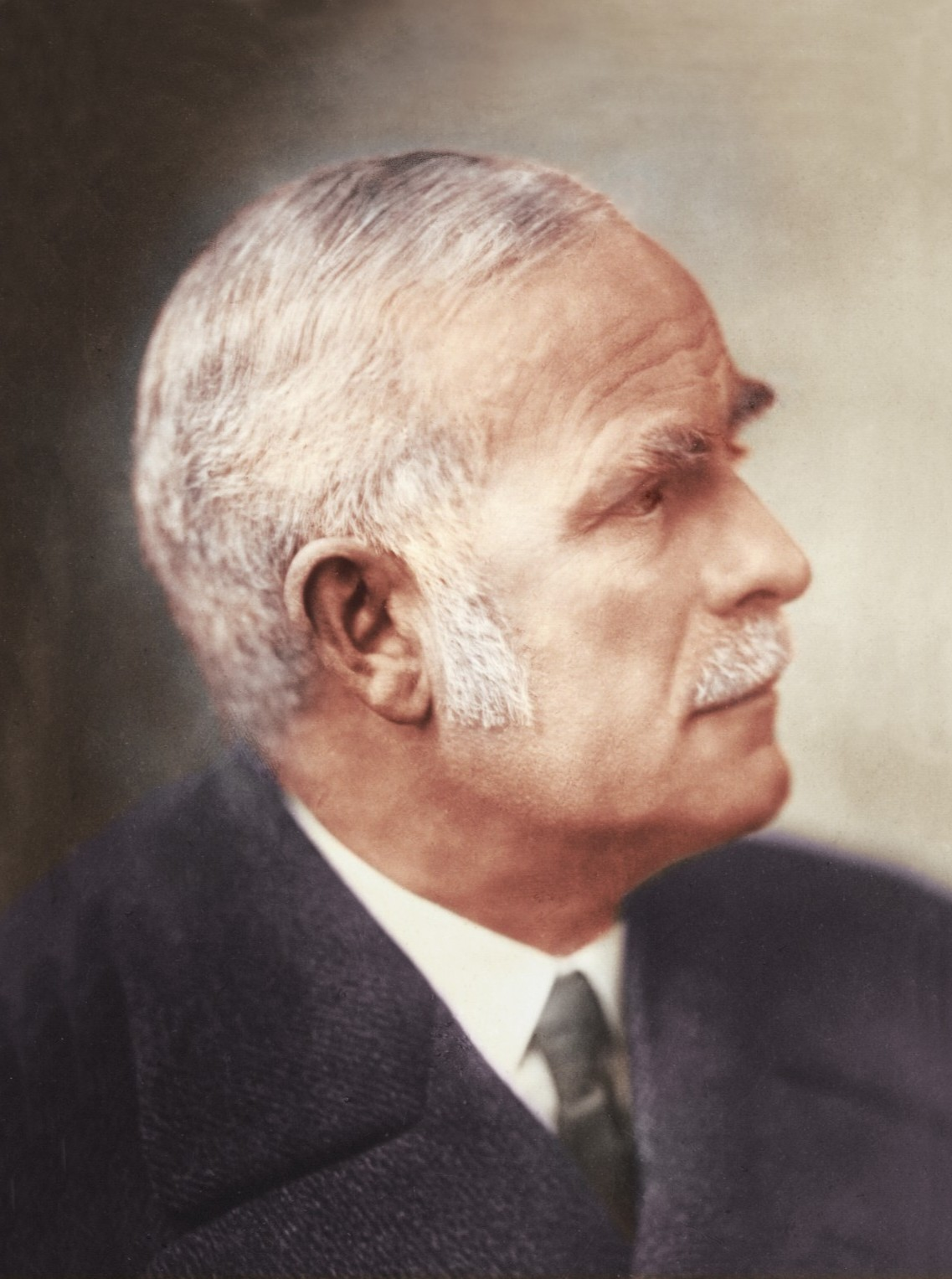
Comte Bernhard zu Stolberg-Stolberg
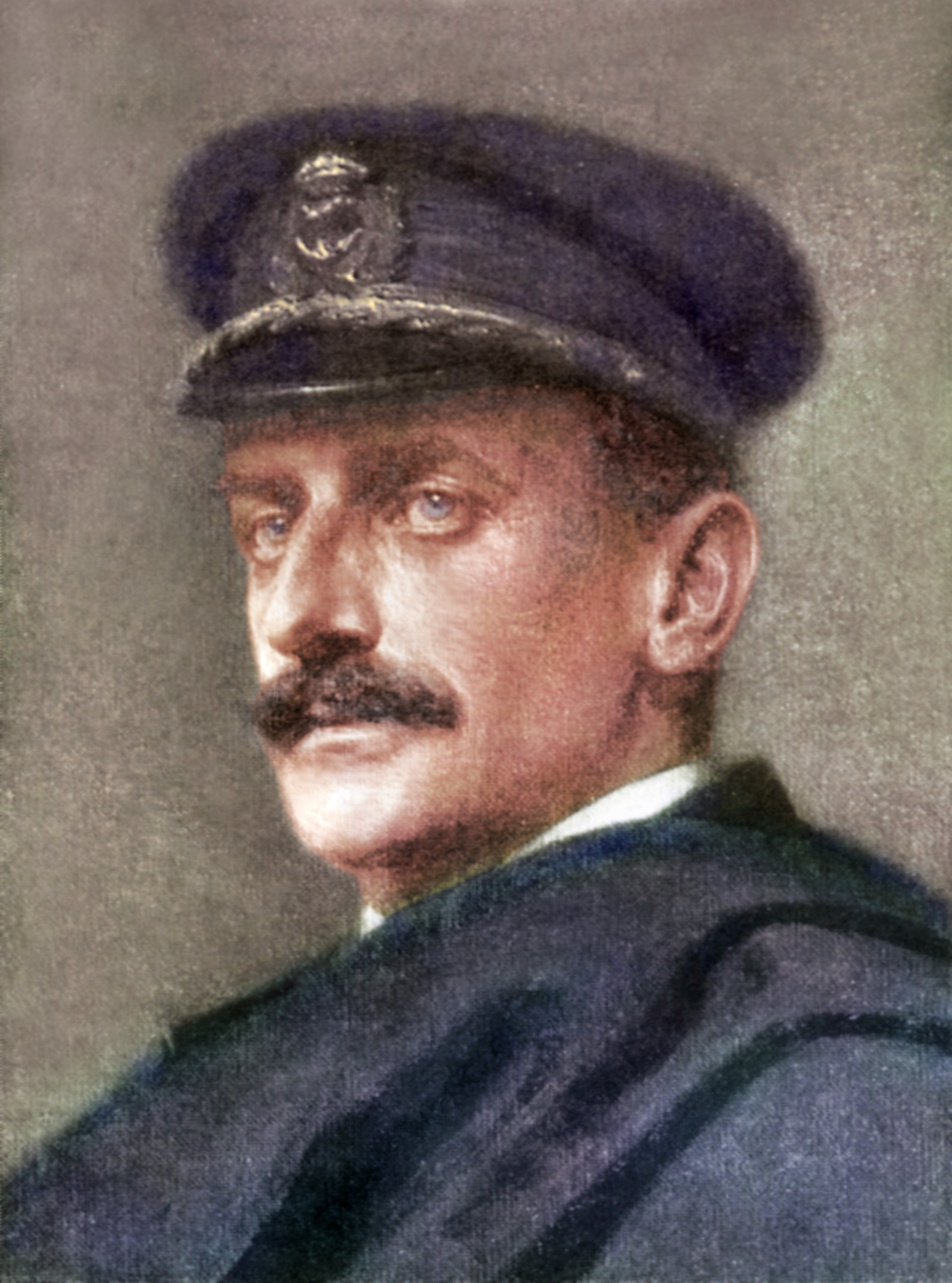
Prince Johannes von und zu Liechtenstein
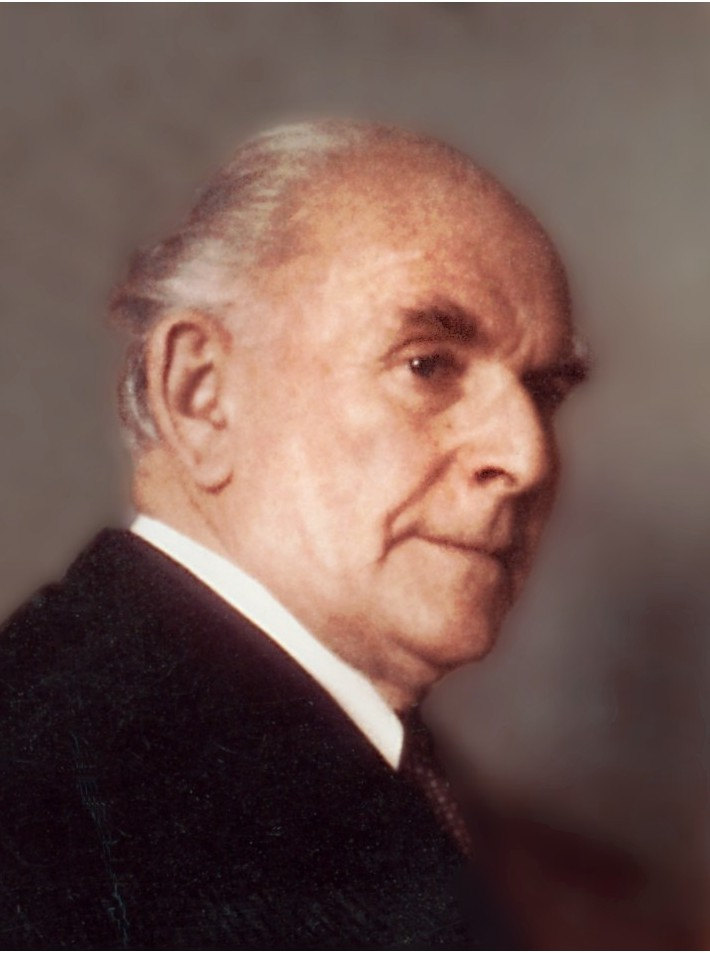
Comte Karl von und zu Trauttmansdorff
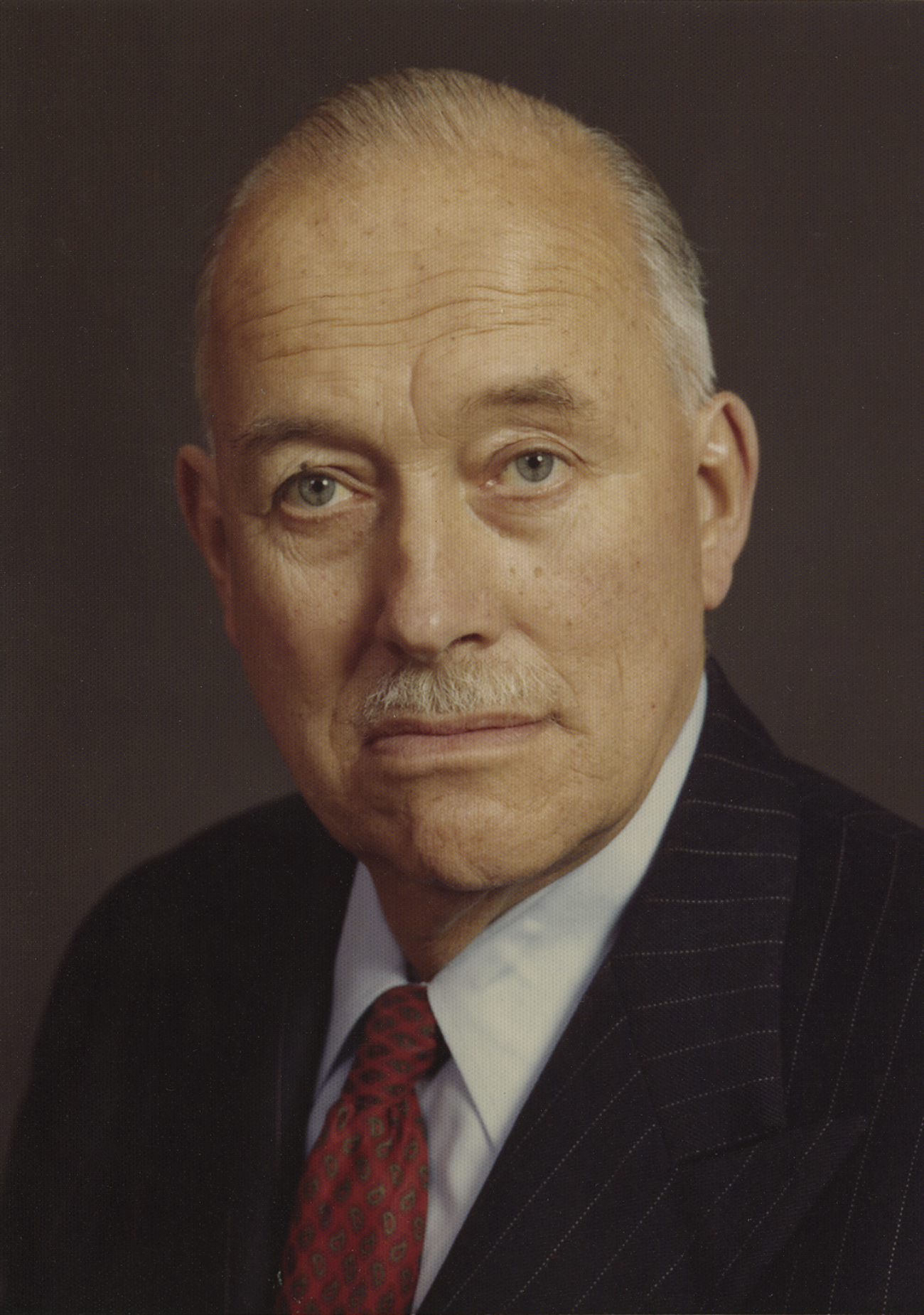
Prince Emanuel von und zu Liechtenstein
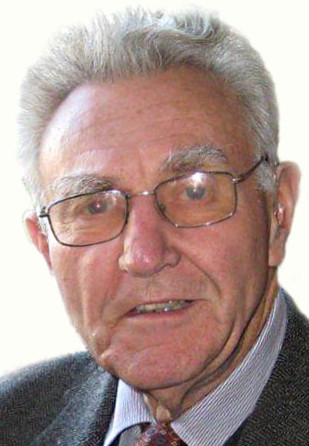
Comte Leonhard von Wolkenstein-Rodenegg
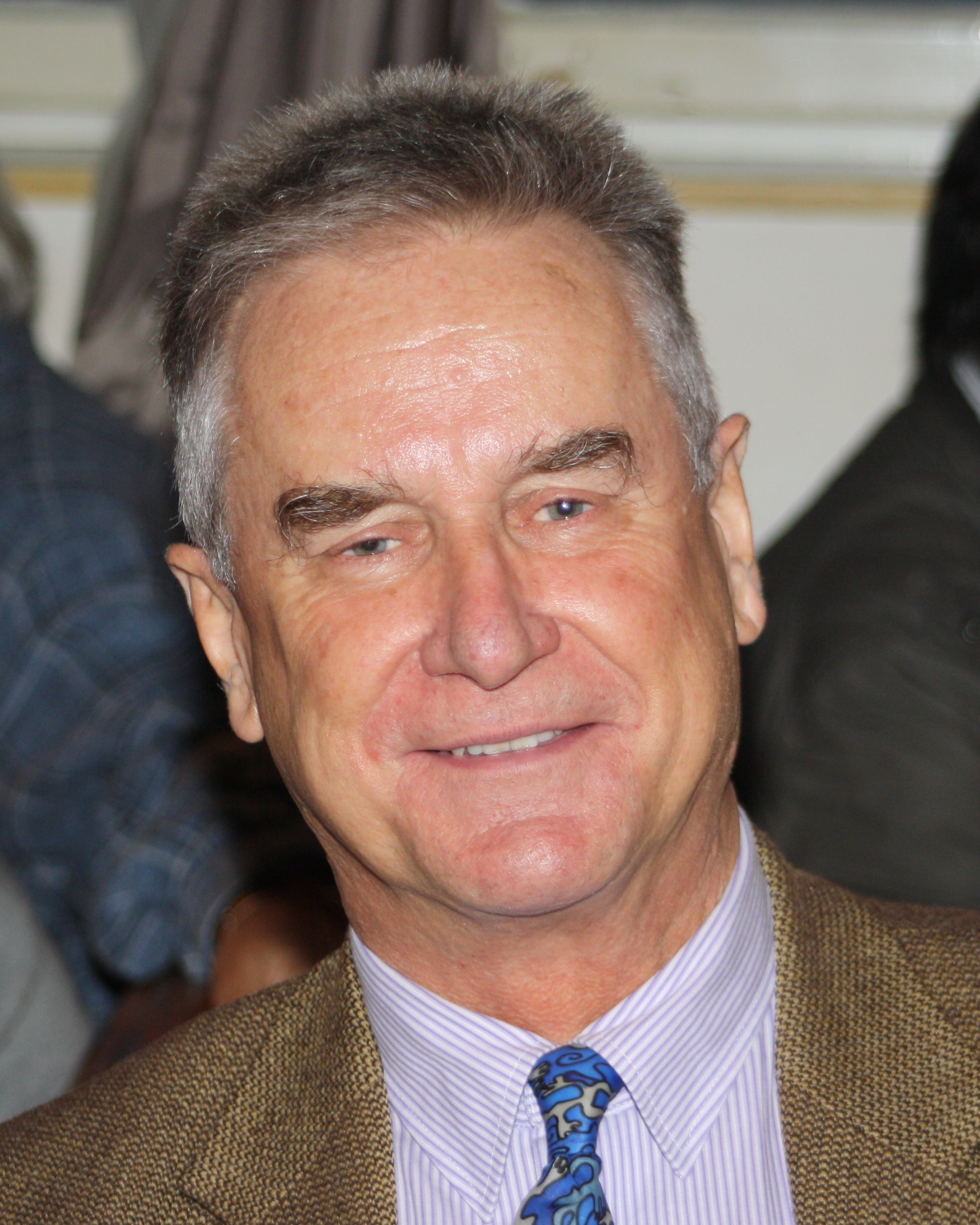
Prince Gundakar von und zu Liechtenstein

- 1926-1937  Comte Bernhard zu Stolberg-Stolberg
- 1937-1959  Prince Johannes von und zu Liechtenstein
- 1959-1970  Comte von und zu Trauttmansdorff-Weinsberg
- 1970-1987  Prince Emanuel von und zu Liechtenstein
- 1987-1999  Comte Leonhard von Wolkenstein zu Rodenegg
- Depuis 1999 Prince Gundakar von und zu Liechtenstein

## Insignes de l’Ordre

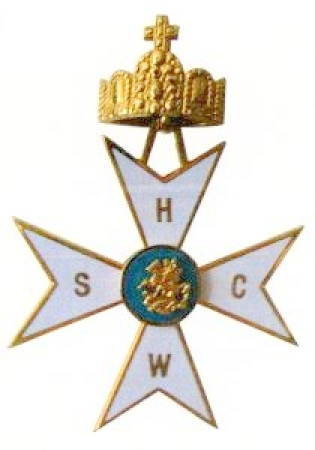
Insignes avec la Couronne Impériale

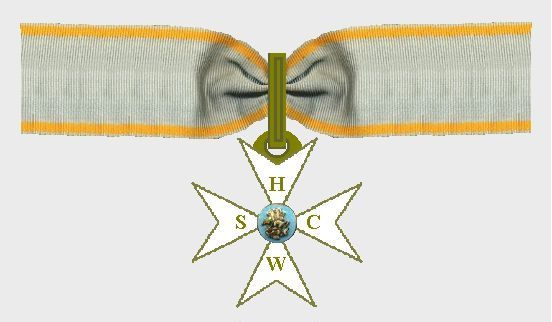
La Croix de Chevalier on collier

Le joyau de l’Ordre est une croix émaillée blanche à huit pointes aux contours dorés. Elle est surmontée par la couronne du Saint-Empire romain germanique. Sur les bras de la croix figurent les lettres "H – C – W – S" pour les quatre empereurs de la Maison de Luxembourg: Henri VII, Charles IV, Venceslas Ier (Wenzel en allemand) et Sigismond Ier.
Au milieu de la croix se trouve un médaillon bleu clair sur lequel est représenté en or Saint Georges à cheval terrassant le dragon. Le médaillon au dos de la croix, porte la devise de l’Ordre "ILLUSTRIORIBUS ET NOBILITATI"  ou en abrégé "ILLUSTR. ET NOB." ("Illustre et Noble"). Le ruban supportant la croix est bleu ciel bordé d’or. Les soldats en uniforme de l’armée autrichienne ont la permission de porter l’insigne de l’Ordre selon le Décret du Ministère de la Défense du 17.02.2004.
La Croix de l’Ordre de même que la Devise sont déposées aux Registres des Marques pour l’Autriche, l’Allemagne et l’Union Européenne (Marques autrichiennes: No. de Reg. 247000 et 246973; marques allemandes: No. de Reg. 302008053400 et 302008053367; marques CE: No. de Reg. 011307311 et 011307287).